# Ross Island
Ross Island er en ø i Antarktis som hovedsageligt består af tre vulkaner. Øen ligger i Rosshavet udenfor kysten af Victoria Land i McMurdosundet. Øen har et areal på 2.460 km² og store dele af øen er dækket af is og sne. Øen ligger indenfor grænsen af det newzealandske område Ross Dependency.
Øen blev opdaget af James Clark Ross i 1841 og blev senere opkaldt efter ham af Robert Falcon Scott. Vulkanerne Mount Erebus (3.794 m), Mount Terror (3.230 m) og Mount Bird udgør den største del af øen. De to førstnævnte vulkaner er blevet navngivet af Ross efter hans to skibe HMS Erebus og HMS Terror. Mount Erebus er den sydligste aktive vulkanen i verden.
Til trods for det lille areal er Ross Island den sjette højeste ø i verden.
Øen var base for flere af de tidlige ekspeditioner til Antarktisk på grund af, at det er den sydligste ø, som er tilgængelig fra havet. Hytter, som blev opført af Scott og Ernest Shackleton, står stadig på øen, og er opført på listen over historiske steder og kulturminder i Antarktis.
Den amerikanske McMurdo Station, som er den største station i Antarktis, ligger på øen. New Zealands Scott Base ligger også her. Greenpeace havde også en base på øen fra 1987 til 1992.